# Le Sentier
Le Sentier is een Zwitsers dorp en de hoofdplaats in de gemeente Le Chenit. Het dorp telt 3000 inwoners. Het dorp bevindt zich in de vallei van de Joux, de Vallée de Joux, in het Juragebergte, in het kanton Vaud.

## Horlogemakers
Onder andere de maatschappelijke zetel en de fabriek van het horlogemerk Jaeger-LeCoultre bevinden zich in Le Sentier. In de vallei van de Joux is trouwens heel wat horlogemakerindustrie en in Le Sentier zijn meerdere fabrieken van horlogemerken en toeleveringsbedrijven.

## Geboren
- Emma Fitting (1900-1986), schermster, olympisch deelneemster

- Bibliothèque nationale de France: cb119990257 (data)
- Gemeinsame Normdatei: 4291878-9
- Historisch woordenboek van Zwitserland: 013165
- Virtual International Authority File: 248669541